# Sobekemsaf II
Sobekemsaf II (fl. XVI secolo a.C.) è stato un faraone della XVII dinastia egizia.

## Biografia
Sovrano noto attraverso vari documenti e liste reali.
Oltre che nel Canone Reale e nella sala degli Antenati di Karnak il suo nome è citato nel Papiro Abbott. Tale testo riporta l'indagine svolta durante il regno di Ramses IX (XX dinastia) sui violatori di tombe reali. Dalla ricognizione risulta che solo le tombe di Sobekemsaf II e quella della sua sposa Nebkhas erano state saccheggiate nella necropoli di Dra Abu el-Naga, il cosiddetto cimitero degli Antef.
Da notare come il Canone Reale riporti una forma leggermente diversa del praenomen ove compare l'epiteto Seduaset ("salvatore di Uaset" cioè Tebe) invece che Sedtaui ("salvatore delle Due Terre").
Kim Ryholt assegna anche questo sovrano, come alcuni dei suoi predecessori, alla XIV dinastia.

## Liste reali
| N5 | S42 | F30 | N17 · N17 |

| N5 | S42 | F30 | N17 · N17 |

| N5 | S42 | F30 | N17 · N17 |

| N5 | S42 | F30 | N17 · N17 |

| N5 | S42 | F30 | N17 · N17 |

| N5 | S42 | F30 | N17 · N17 |

| N5 | S42 | F30 | N17 · N17 |

| N5 | S42 | F30 | N17 · N17 |

| N5 | S42 | F30 · D46 | A24 | R19 | t · O49 | G7 |

| N5 | S42 | F30 · D46 | A24 | R19 | t · O49 | G7 |

| N5 | S42 | F30 · D46 | A24 | R19 | t · O49 | G7 |

| N5 | S42 | F30 · D46 | A24 | R19 | t · O49 | G7 |

| N5 | S42 | F30 · D46 | A24 | R19 | t · O49 | G7 |

| N5 | S42 | F30 · D46 | A24 | R19 | t · O49 | G7 |

| N5 | S42 | F30 · D46 | A24 | R19 | t · O49 | G7 |

| N5 | S42 | F30 · D46 | A24 | R19 | t · O49 | G7 |

## Titolatura
| G5 |

| G5 |

|       |
| \| \| |
|       |
|       |

|  |

|       |
| \| \| |
|       |
|       |

|  |

| G16 |

| G16 |

|  |

| G8 |

| G8 |

|  |

| M23 · X1 | L2 · X1 |

| M23 · X1 | L2 · X1 |

| N5 | S42 | F30 | N17 · N17 |

| N5 | S42 | F30 | N17 · N17 |

| N5 | S42 | F30 | N17 · N17 |

| N5 | S42 | F30 | N17 · N17 |

| N5 | S42 | F30 | N17 · N17 |

| N5 | S42 | F30 | N17 · N17 |

| N5 | S42 | F30 | N17 · N17 |

| N5 | S42 | F30 | N17 · N17 |

| G39 | N5 |

| G39 | N5 |

| I4 | m | V16 | f |

| I4 | m | V16 | f |

| I4 | m | V16 | f |

| I4 | m | V16 | f |

| I4 | m | V16 | f |

| I4 | m | V16 | f |

| I4 | m | V16 | f |

| I4 | m | V16 | f |

## Datazioni alternative
| Autore | Anni di regno                      |
| ------ | ---------------------------------- |
| Ryholt | 1576 a.C. - 1573 a.C. XIV dinastia |
| Franke | 1570 a.C.                          |